# Thanh Mỹ, thị xã Sơn Tây
Thanh Mỹ là một xã thuộc thị xã Sơn Tây, thành phố Hà Nội, Việt Nam.
Xã Thanh Mỹ có diện tích 10,98 km², dân số năm 1999 là 8.476 người, mật độ dân số đạt 772 người/km².

## Địa lý
Vị trí giáp ranh:
Xã Thanh Mỹ cách trung tâm thị xã Sơn Tây 5 km về phía Tây.
- Phía Đông giáp các phường Trung Hưng, Sơn Lộc
- Phía Tây giáp xã Xuân Sơn và phường Sơn Lộc
- Phía Nam giáp xã Kim Sơn và phường Trung Sơn Trầm
- Phía Bắc giáp xã Đường Lâm.

Thanh Mỹ có 2 tỉnh lộ lớn đi qua là 413 và 414.
Diện tích đất tự nhiên là 10,7 km², với 2.579 hộ và 10.206 nhân khẩu.

## Hành chính
Thanh Mỹ được chia ra làm 9 thôn, 2 tổ dân phố.
Khoảng 65 % dân số trong xã sống bằng nghề trồng trọt, chăn nuôi gia súc, còn lại là cán bộ, công nhân viên chức nghỉ hưu và buôn bán nhỏ.
Địa hình:
Xã Thanh Mỹ có địa hình dạng bán sơn địa, không bằng phẳng, gò đồi bán sơn địa, thấp dần từ Tây sang Đông.